# Marlui Miranda
Marlui Miranda (Fortaleza, 1949) è una cantante, musicista ed etnografa brasiliana nota per le sue interpretazioni di musica indigena dell'Amazzonia.
Ha collaborato con diversi musicisti brasiliani, tra cui Gilberto Gil, Egberto Gismonti, Milton Nascimento e Naná Vasconcelos.

## Biografia
Nel 1971 si è trasferita a Rio de Janeiro per studiare chitarra classica con il musicista Turíbio Santos, ; in seguito si è laureata in architettura all'Università di Brasilia.
Marlui Miranda ha condotto per anni una ricerca approfondita sulla musica indigena brasiliana e nel 1986 le è stata assegnata una borsa di studio dalla fondazione Guggenheim, che ha sostenuto la sua attività musicale degli esordi.
Negli anni '90 si è esibita come cantante e chitarrista con il gruppo strumentale brasiliano Pau Brasil, il cui album Babel è stato nominato per un Grammy Award come migliore interpretazione strumentale jazz. Il film d'avventura del 1991 Giocando nei campi del Signore, ambientato nel bacino del Rio delle Amazzoni, annovera contributi di Marlui Miranda alla colonna sonora e alla creazione del linguaggio per la fittizia tribù Niaruna.
Il suo album del 1995 Ihu Todos Os Sons presentava musica dei popoli indigeni del Brasile Nambikwara, Yanomami e Jabuti, arrangiata ed eseguita da Marlui Miranda con la partecipazione di Gilberto Gil e Uakti.
Nell'anno accademico 1998-1999,  ha insegnato come professoressa invitata presso il Dipartimento di Antropologia dell'Università di Chicago. Nel 2003 è stata una Montgomery Fellow al Dartmouth College e ha co-insegnato un corso sulla musica indigena in Brasile.
Nel 2002 è stata insignita dell'Ordine al Merito Culturale dal ministero della cultura brasiliano e nel 2015 ha ricevuto il Premio Ambientale Chico Mendes e il Prêmio da Música Brasileira nella categoria Migliore cantante regionale.

## Discografia

### Album in studio
- Olho D'água (Warner, 1979)
- Revivência (Memória, 1983)
- Rio Acima (Memória, 1986)
- Paiter Merewa (Memória, 1987)
- Ihu - Todos Os Sons (Pau Brasil, 1996)
- 2 Ihu Kewere: Rezar (Pau Brasil, 1997)
- Ponte entre Povos (Selo SESC SP, 2005)
- Neuneneu Humanity - Fragments Of Indigenous Brazil (IHU, 2006)
- Fala De Bicho, Fala De Gente (Selo SESC SP, 2014)

### Partecipazioni
- Fotografias - Taiguara (1973)
- Carmo - Egberto Gismonti (1977)
- Txai - Milton Nascimento (1990)
- O Sol de Oslo - Gilberto Gil (1998)
- Donzela Guerreira - Grupo Anima (2009)

## Premi e onorificenze
- Festival del cinema di Brasilia - Categoria Migliore colonna sonora per il film Hans Staden, di Luís Alberto Pereira

— 1999
- Premio Ambientale Chico Mendes

«Per il suo contributo allo sviluppo della cultura e della sostenibilità nell'Amazzonia brasiliana»
— 2015
- Prêmio da Música Brasileira - Categoria Migliore cantante regionale

— 2015